# Округ Грејам (Северна Каролина)
Округ Грејам (енгл. Graham County) је округ у америчкој савезној држави Северна Каролина.

## Демографија
По попису из 2010. године број становника је 8.861, што је 868 (10,9%) становника више него 2000. године.
| Група             | 2000.         | 2010.         |
| Белци             | 7.303 (91,4%) | 7.942 (89,6%) |
| Афроамериканци    | 15 (0,2%)     | 17 (0,2%)     |
| Азијати           | 13 (0,2%)     | 29 (0,3%)     |
| Хиспаноамериканци | 60 (0,8%)     | 194 (2,2%)    |
| Укупно            | 7.993         | 8.861         |